# Voulkanny
Voulkanny (en russe : Вулка́нный), est une commune urbaine du kraï du Kamchatka en Extrême-Orient russe, du raïon de Ielizovo dans le sud-est du kraï, et forme la municipalité du même nom. Sa population s'élevait à 1 354 habitants en 2021.

## Géographie
La commune urbaine de Voulkanny se situe dans le kraï du Kamtchatka, un kraï de l'Extrême-Orient russe. Il fait ainsi partie du district fédéral extrême-oriental, et la commune urbaine se situe dans le raïon de Ielizovo dans le centre du kraï, qui compte en tout 27 localités. La commune urbaine se trouve à 11 au sud de Ielizovo, le centre administratif du raïon, et à 20 km à l'ouest de Petropavlovsk-Kamtchatski, la capitale du kraï.
Voulkanny, comme tout le kraï du Kamtchatka, est située dans le fuseau horaire MSK+9 (heure du Kamtchatka). Le décalage horaire appliqué par rapport au temps universel coordonné est +12:00.
Voulkanny est située dans le sud-est de la péninsule du Kamtchatka, et se situe sur la rive gauche du fleuve Avatcha.

## Histoire
La commune urbaine a été fondée en 1955 en tant que ville fermée. Elle n'est plus une ville fermée depuis 1995
Jusqu'en 1994, la commune s'appelait Mirny.

## Démographie
Recensements (*) et estimations de la population,,,:
| 2002* | 2010* | 2021* | 2023  | - | - |
| ----- | ----- | ----- | ----- | - | - |
| 1 631 | 1 608 | 1 329 | 1 354 | - | - |

## Transports
La route régionale de Ielizovo au nord à Termalni au sud passe près du village.